# Potęgowo (powiat Słupski)
Potęgowo (Duits: Pottangow) is een dorp in de Poolse woiwodschap Pommeren. De plaats maakt deel uit van de gemeente Potęgowo en telt 1416 inwoners.